# 마흐트라 전쟁
마흐트라 전쟁(에스토니아어: Mahtra sõda 마흐트라 서다)은 1858년 5월에서 7월 사이 당시 러시아 제국령이던 에스토니아 마흐트라에서 발생한 민란이다.
러시아령 에스토니아에서는 1816년에 농노제가 폐지되었다(러시아 본국에서는 1861 폐지됨). 하지만 농민들에게 토지 분배가 이루어지지 않아 말로만 폐지였고, 역역도 1876년까지 계속되었다. 1856년 3월 19일, 전러시아의 황제 알렉산드르 2세가 추가적인 농지개혁을 발표했지만 시행은 느렸고, 그 결과 마흐트라 반란을 비롯한 소요사태가 일어났다.
정규군이 동원되어 진압되었고, 7명은 현장에서 사살, 14명이 부상을 입고 그 중 3명은 부상 악화로 숨졌다. 진압군 측도 병사 13명이 부상을 입고 장교 1명이 죽었다. 난에 가담한 농민 65명 중 60명이 탈린애서 열린 군사법정에서 사형을 선고받았다. 이후 발트 총독 알렉산드르 수보로프가 해당자들 중 44명은 태형으로 감형, 35명은 시베리아 유배형으로 감형, 나머지 21명은 훈방했다.